# ヴォーラタール
ヴォーラタール (ドイツ語: Wohratal) は、ドイツ連邦共和国ヘッセン州マールブルク＝ビーデンコプフ郡に属す町村（以下、本項では便宜上「町」と記述する）である。

## 地理

### 位置
ヴァールタールは、東のケラーヴァルトと西のブルクヴァルトとの間、ヴォーラ川沿いに位置している。近隣のより大きな市には、南のキルヒハインと北西のフランケンベルクがある。

### 隣接する市町村
ヴォーラタールは、北はローゼンタールおよびゲミュンデン (ヴォーラ)（ともにヴァルデック＝フランケンベルク郡）、東はギルザーベルク（シュヴァルム＝エーダー郡）、南と西はラウシェンベルク（マールブルク＝ビーデンコプフ郡）と境を接する。

### 自治体の構成
この町は、ヴォーラタール（町役場の所在地）、ハルスドルフ、ランゲンドルフ、ヘルティングスハウゼンの 4つの地区からなる。

## 行政

### 議会
ヴォーラタールの町議会は、15議席からなる

### 紋章
図柄: 中央よりやや高い位置で、銀（白）の波帯をはさんで赤地と青地に上下二分割。上部には3つの銀の星、下部には銀の十字型勲章。
名前の由来となったヴォーラ川を表す波帯の他に、星と町の4つの地区を表す十字型勲章が描かれている。星は、かつてこの町が属していたツィーゲンハイン伯を思い起こさせ、様式化されたイバラの冠であるマルタ十字の形の勲章はユグノー派の集落であるヘルティングスハウゼンを示している。

## ヴァホルダーヴァイデ自然保護地区
「ヴァホルダーヴァイデ・ランゲンドルフ自然保護地区」は、マールブルク＝ビーデンコプフ郡の自然文化財の1つに数えられる。郡当局、ヘッセン州の鳥類および自然保護協会 (HGON)、「ヘッセンの森」は、このプロジェクトのために協力している。購入や交換によって獲得された 5つの自然文化財地区は、買い足しによって拡大し、1つの広い地域に統合された。2008年12月に、丈夫な垣で囲まれた全地所が草を飼料とするために供されている。2009年春に動物の避難場所が「ランゲン・タール」に造られた。土地の取得や建設は、自然保護法の負担調整税からリファイナンスされている。
面積 15 ha の地域は、特にこのために設立された民法上の団体 (GbR)「ランゲンドルファー・ヴァホルダーヴァイデ（ヴァイデフェライン）」によって管理されている。2009年6月現在、10社の参加者は、ランゲンドルフとヴォーラの畜産業者や動物飼育者である。導入された動物種は、ギャロウェイ牛（英語: Galloway cattle）から、フィヨルド馬（英語: Fjord horse）、ボーア山羊、レーン羊（Rhoen sheep）におよぶ。

## 引用
1. ↑  Hessisches Statistisches Landesamt: Bevölkerung in Hessen am 31.12.2023 (Landkreise, kreisfreie Städte und Gemeinden, Einwohnerzahlen auf Grundlage des Zensus 2011)]
2. ↑  2011年3月27日のヴォーラタール町議会議員選挙結果、ヘッセン州統計局（2012年4月15日 閲覧）
3. 1 2  オーバーヘッシシェ・プレッセ、2009年6月23日付け、第8面